# Jimmie Rodgers (popzanger)
James Frederick Rodgers (Camas, 18 september 1933 – Palm Desert, 18 januari 2021) was een Amerikaanse popzanger en acteur. Rodgers had een reeks hits en mainstream populariteit in de jaren 1950 en 1960. Zijn reeks crossover-singles scoorde hoog in de hitlijsten van Billboard Pop Singles, Hot Country en Western Sides en Hot Rhythm and Blues Sides. In de jaren 1960 had Rodgers meer bescheiden successen met volwassen hedendaagse muziek.
Hij is niet direct familie van de vroegere countryzanger Jimmie C. Rodgers (1897-1933), die overleed in hetzelfde jaar dat de jongere Rodgers werd geboren. Onder het countrypubliek en in zijn officiële songwriting-vermeldingen wordt de jongere Jimmie Frederick Rodgers vaak vermeld als Jimmie F. Rodgers om de twee te kunnen onderscheiden.

## Jeugd
Rodgers was de tweede zoon van Archie en Mary Rodgers en groeide op in Camas in de staat Washington. Hij kreeg muziekles van zijn moeder, een pianolerares en begon als kind op te treden, voor het eerst als entertainment tijdens een kerstshow toen hij nog maar vijf was. Hij leerde piano en gitaar spelen en trad lokaal op.
Na het bijwonen van Camas High School volgde hij korte cursussen aan het Clark Junior College in Vancouver. Later ging hij werken in een papierfabriek. Hoewel hij van muziek hield, twijfelde hij of hij er zijn beroep van kon maken. Hij werd vervolgens opgeroepen en diende in de luchtmacht van de Verenigde Staten tijdens de Koreaanse Oorlog. Hij formeerde zijn eerste band toen hij in dienst was bij de United States Air Force. Later trad hij op tijdens de talentenshows van Arthur Godfrey en tekende uiteindelijk een contract bij Roulette Records, het nieuwe label van de toenmalige RCA Records-medewerkers Hugo Peretti en Luigi Creatore.

### De jaren 1950
Terwijl hij in het leger zat, sloot Rodgers zich aan bij de band The Melodies, geformeerd door violist Phil Clark. Tijdens zijn diensttijd werd hij overgeplaatst naar Nashville, waar hij van 1954-1956 gestationeerd was op Sewart Air Force Base. Het was in deze tijd dat hij zijn muzikale repertoire begon uit te breiden. Terwijl hij in Nashville was, hoorde hij voor het eerst het nummer Honeycomb dat zijn eerste hit zou worden.
Net als een aantal andere entertainers uit die tijd was hij een van de deelnemers aan de talentenjacht van Arthur Godfrey op CBS-televisie en won hij $ 700. Toen Hugo Peretti en Luigi Creatore RCA Victor verlieten voor Roulette Records van Morris Levy, werden ze zich bewust van Rodgers' talent en boden hem een platencontract aan.
In de zomer van 1957 nam hij zijn eigen versie van Honeycomb op, die drie jaar eerder was geschreven door Bob Merrill en opgenomen door Georgie Shaw. Het deuntje was Rodgers' grootste hit en stond vier weken bovenaan de hitparade. Er werden meer dan een miljoen exemplaren van verkocht en werd bekroond met een gouden schijf door de RIAA. In het volgende jaar had hij een aantal andere hits die de Top 10 van de hitlijsten bereikten, waaronder Kisses Sweeter than Wine, Oh-Oh, I'm Falling in Love Again, Secretly en Are You Really Mine. Andere hits zijn Bo Diddley, Bimbombey, Ring-a-ling-a-lario, Tucumcari, Tender Love and Care (TLC) en een versie van Waltzing Matilda als een film-associatie met de apocalyptische film On the Beach in 1959.
In het Verenigd Koninkrijk bereikte Honeycomb nummer 30 in de Britse singlehitlijst in november 1957, maar Kisses Sweeter than Wine klom de volgende maand naar nummer 7. Van zowel Kisses Sweeter than Wine als Oh-Oh, I'm Falling in Love Again werden miljoenen exemplaren verkocht.
Het succes van Honeycomb leverde Rodgers in 1957 gastoptredens op in tal van gevarieerde programma's, waaronder het Shower of Stars-programma, gepresenteerd door Jack Benny op 31 oktober 1957, en The Big Record met Patti Page op 4 december 1957. Rodgers maakte ook verschillende optredens in The Ed Sullivan Show, waaronder op 8 september 1957, toen hij werd gezien door 48.500 mensen, het grootste televisiepubliek van zijn hele carrière, en 3 november 1957. In 1958 verscheen hij in The Gisele MacKenzie Show van NBC. Ook in 1958 zong hij het openingsthemalied van de film The Long, Hot Summer met in de hoofdrol Paul Newman, Joanne Woodward en Orson Welles. Hij had toen zijn eigen kortstondige televisieserie op NBC in 1959.

### De jaren 1960
In 1960 had ij in Canada een nummer 1-hit met Wreck of the John B.
Zijn grootste hit in het Verenigd Koninkrijk was English Country Garden, een versie van het volkslied Country Gardens, dat in juni 1962 nummer 5 in de hitlijst bereikte. In 1962 stapte hij over naar Dot Records en vier jaar later naar A&M Records. Hij verscheen ook in een aantal films, waaronder The Little Shepherd of Kingdom Come, tegenover Neil Hamilton, en Back Door to Hell, die hij hielp financieren.
In 1966 eindigde een lange droge periode voor Rodgers toen hij opnieuw in de Top 40 kwam met It's Over (later opgenomen door Eddy Arnold, Elvis Presley, Glen Campbell, Mason Williams en Sonny James). In 1967 veranderde hij van platenlabel en tekende hij bij A&M Records. Het was met dat label dat Rodgers zijn laatste top 100-single Child of Clay had, geschreven door Ernie Maresca, (die in 1962 een top-40-hit had met Shout! Shout! (Knock Yourself Out). Hij speelde het nummer in verschillende televisieshows, waaronder The Smothers Brothers Comedy Hour, maar het werd nooit een grote hit, het bereikte alleen nummer 31 in de Billboard-hitlijsten.

### Latere carrière
In december 1967 raakte hij door een incident zwaar gewond. De exacte omstandigheden werden nooit officieel opgelost, maar bekend is dat hij tijdens een autorit werd aangehouden en het tot een vijandige woordenwisseling of een ongeluk met een politiepatrouille kwam. Rodgers hield er een schedeltrauma aan over, en tijdens de operatie werd een staalplaat ingezet. Hij moest zijn carrière een tijdlang onderbreken.
Ondertussen was zijn stem nog steeds te horen: verschillende van zijn eerdere hits werden gebruikt in jingles in de jaren 1970, een voor SpaghettiO's en een andere voor Honeycomb-ontbijtgranen. En Rodgers' liedjes bleven tot 1979 de Billboard Country- en Easy Listening-hitlijsten halen. In de zomer van 1969 keerde hij kort terug naar de netwerktelevisie met een zomervariatieshow bij ABC (die later de rechten kocht op Rodgers' Dot Records publicaties, nu eigendom van Universal Music Group). Het duurde tot het begin van de jaren 1980 voordat hij weer een aantal beperkte liveoptredens begon te doen. Een van de vroegste was een reeks shows eind februari 1983: hij trad op in Harrah's Reno Casino Cabaret. Hij trad ook op in een paar shows in andere steden, waaronder in een nachtclub in Fort Lauderdale, Florida eind 1983.
Rodgers verscheen in de video Rock & Roll Graffiti uit 1999 door American Public Television, samen met ongeveer 20 andere artiesten. Desalniettemin probeerde hij Honeycomb nog eens en hij zei dat hij een show had in Branson.
Rodgers keerde in 2011 en 2012 terug naar zijn geboorteplaats Camas, waar hij optrad voor uitverkochte zalen. In 2013 kregen zijn buren met succes een straat naar hem vernoemd in de buurt waar hij opgroeide.

## Hoofdwonden
Op 1 december 1967 liep Rodgers traumatisch hoofdletsel op nadat de auto waarin hij reed werd tegengehouden door een politieagent buiten dienst in de buurt van de San Diego Freeway in Los Angeles. Hij had een schedelbreuk en moest verschillende operaties ondergaan. De eerste berichten in de kranten schreven zijn verwondingen toe aan een zware mishandeling met een stomp voorwerp door onbekende aanvallers. Rodgers had geen specifieke herinnering aan hoe hij gewond was geraakt, hij herinnerde zich alleen dat hij verblindend felle lichten had gezien van een auto die achter hem stopte.
Een paar dagen later verklaarde de politie van Los Angeles dat buiten dienst zijnde LAPD-officier Michael Duffy (soms in de pers geïdentificeerd als Richard Duffy) hem had tegengehouden wegens onregelmatig rijgedrag en dat Rodgers was gestruikeld, gevallen en zijn hoofd had gestoten. Volgens de politieversie riep Duffy vervolgens de hulp in van twee andere agenten en de drie stopten de bewusteloze Rodgers in zijn auto en verlieten het toneel. Dit verhaal werd ondersteund door de behandelende artsen die de schedelbreuk toeschreven aan een pak slaag; eind december kwamen ze tot de conclusie dat Rodgers inderdaad was gevallen en dat dit zijn verwondingen had veroorzaakt.

## Rechtszaken
De volgende maand diende Rodgers een rechtszaak van $ 11 miljoen in tegen de stad Los Angeles, waarbij hij beweerde dat de drie officieren hem hadden geslagen. De politie en de LA County District Attorney verwierpen deze beweringen, hoewel de drie agenten (in de pers geïdentificeerd als Michael T. Duffy, 27, Raymond V. Whisman, 29 en Ronald D. Wagner, 32) twee weken waren geschorst wegens onjuiste procedures bij de behandeling van de zaak, met name het alleen achterlaten van de gewonde Rodgers in zijn auto. (Hij werd later gevonden door een bezorgde vriend). Duffy was eerder vier dagen geschorst wegens het gebruik van onnodig geweld; hij had een ploertendoder op een jongere gebruikt.
De drie agenten en de LA Fire and Police Protective League dienden een aanklacht in tegen Rodgers van $ 13 miljoen wegens zijn openbare verklaringen waarin hij hen beschuldigde van wreedheid.
Geen van beide partijen kwam voor de rechter; de aanklacht wegens laster door de politie werd ingetrokken en in 1973 verkoos Rodgers een schikking van $ 200.000 te aanvaarden van de gemeenteraad van Los Angeles, die instemde om hem het geld te geven in plaats van de kosten en risico's van verdere gerechtelijke stappen op zich te nemen. Rodgers en zijn aanhangers geloven nog steeds dat een of meer politieagenten hem hebben geslagen, hoewel andere waarnemers het bewijs niet overtuigend vinden. In zijn biografie Me, the Mob, and the Music uit 2010 schreef zanger Tommy James dat Morris Levy, het met de maffia verbonden hoofd van Roulette Records, de aanval had geregeld als reactie op Rodgers' herhaalde eisen aan het label m.b.t. verschuldigde royalty's. Alle meest succesvolle singles van Rodgers waren uitgebracht door Roulette, die berucht waren omdat ze hun artiesten niet betaalden voor hun platenverkoop.
In 1993 werd Raymond Virgil Whisman, een van de drie agenten die Rodgers zou hebben aangevallen, gearresteerd omdat hij zijn vrouw had aangevallen en had gedreigd haar te vermoorden. De arrestatie vond plaats nadat agenten van de sheriff zijn huis bestormden nadat ze hadden vernomen dat hij zijn vrouw onder schot hield. Agenten vonden 11 geweren, vier jachtgeweren en twee pistolen in het huis. Whisman werd beschuldigd van twee gevallen van mishandeling en twee gevallen van het uiten van terroristische dreigementen.

## Privéleven
Rodgers en zijn eerste vrouw Colleen McClatchey scheidden in 1970 en ze overleed op 20 mei 1977. Ze kregen twee kinderen, Michael en Michele. Hij hertrouwde in 1970 met Trudy en hadden twee zonen, Casey en Logan. Hij en Trudy scheidden in de late jaren 1970 en hij hertrouwde opnieuw. Jimmie en Mary Rodgers waren nog getrouwd toen hij overleed en ze hebben een dochter Katrine, die in 1989 werd geboren.
Rodgers leed een aantal jaren aan krampachtige dysfonie en kon nauwelijks zingen. Na een concert in 2012 keerde hij terug naar huis voor een openhartoperatie, na een hartaanval die hij drie weken eerder had gehad.
Rodgers overleed op 18 januari 2021 op 87-jarige leeftijd aan een nierziekte. Ook hij had volgens zijn familie rond het moment van zijn overlijden positief getest op COVID-19. 
Hij was niet verwant met zijn naamgenoot de countrymuzikant Jimmie Rodgers.

## Discografie

### Singles
- 1956: I Always Knew / I Won't Sing Rock and Roll
- 1957: Honeycomb / Their Hearts Were Full Of Spring
- 1957: Kisses Sweeter Than Wine / Better Loved You'll Never Be
- 1958: Oh-Oh, I'm Falling In Love Again / The Long Hot Summer
- 1958: Secretly / Make Me A Miracle
- 1958: Are You Really Mine? / The Wizard
- 1958: Bimbombey / You Understand Me
- 1959: Because You're Young / I'm Never Gonna Tell
- 1959: Ring-A-Ring A Lario / Wonderful You
- 1959: Tucumcari / The Night You Became Seventeen
- 1959: Wistful Willie / It's Christmas Once Again
- 1959: T.L.C. Tender Love and Care / Waltzing Matilda
- 1960: Just a Closer Walk With Thee / Joshua Fit The Battle O' Jericho
- 1960: Wreck Of The 'John B.' / Four Little Girls In Boston
- 1960: Woman From Liberia / Come Along Julie
- 1961: When Love Is Young / The Little Shepherd Of Kingdom Come
- 1961: Everytime My Heart Sings / I'm On My Way
- 1961: I'm Goin' Home / John Brown's Baby
- 1961: A Little Dog Cried / English Country Garden
- 1962: You Are Everything To Me / Wand'rin Eyes
- 1962: No One Will Ever Know / Because
- 1962: Rainbow At Midnight / Rhumba Boogie
- 1963: I'll Never Stand In Your Way / Afraid
- 1963: Face In A Crowd / Lonely Tears
- 1963: (I Don't Know Why) I Just Do / Load 'Em Up (An' Keep On Steppin')
- 1963: I'm Gonna Be The Winner / Poor Little Raggedy Ann
- 1964: Two-Ten, Six-Eighteen (Doesn't Anybody Know My Name) / The Banana Boat Song
- 1964: Mama Was A Cotton Picker / Together
- 1964: The World I Used to Know / I Forgot More Than You'll Ever Know
- 1964: Someplace Green / Water Boy
- 1965: Two Tickets / The Bell Witch
- 1965: (My Friends Are Gonna Be) Strangers / Bon Soir, Mademoiselle
- 1965: Careless Love / When I'm Right You Don't Remember
- 1965: Beachcomber (Are You Going My Way) / Little School Girl
- 1965: Hollow Words / Bye, Bye Love
- 1965: The Chipmunk Song (Christmas Don't Be Late) / In The Snow
- 1966: A Fallen Star / Brother Where Are You
- 1966: It's Over / Anita, You're Dreaming
- 1966: Young Ideas / Morning Means Tomorrow
- 1966: Love Me, Please Love Me / Wonderful You
- 1967: Time / Yours and Mine
- 1967: I'll Say Goodbye / Shadows
- 1967: Child Of Clay / Turnaround
- 1967: What A Strange Town (The People Had No Faces) / If I Were The Man
- 1968: I Believed It All / You Pass Me By
- 1968: Today / The Lovers
- 1968: How Do You Say Goodbye / I Wanna Be Free
- 1969: Tomorrow Is My Friend / Cycles
- 1969: The Windmills Of Your Mind / L.A. Breakdown (And Let Me In)
- 1969: (Without Her) Father Paul / Me About You
- 1970: Troubled Times / The Dum Dum Song
- 1972: Froggy's Fable / Daylight Lights The Dawning
- 1972: Kick The Can / Go On By
- 1977: A Good Woman Likes To Drink With The Boys / Everybody Needs Love
- 1978: Everytime I Sing A Love Song / Just A Little Time
- 1978: When Our Love Began / B-kant onbekend
- 1978: Secretly / Shovelin' Cole Missouri
- 1979: Easy To Love / Easy (met Michele)

### Albums
Roulette Records
- 1957: Jimmie Rodgers
- 1958: The Number One Ballads
- 1958: Jimmie Rodgers Sings Folk Songs
- 1959: Jimmie Rodgers… His Golden Year
- 1959: Jimmie Rodgers TV Favorites, Volume 1
- 1959: Twilight on the Trail
- 1959: It's Christmas Once Again
- 1960: When the Spirit Moves You
- 1960: At Home with Jimmie Rodgers
- 1961: The Folk Song World of Jimmie Rodgers
- 1961: 15 Million Sellers

Dot Records
- 1962: No One Will Ever Know
- 1963: Jimmie Rodgers in Folk Concert
- 1963: My Favorite Hymns
- 1963: Honeycomb & Kisses Sweeter Than Wine
- 1963: The World I Used to Know
- 1964: 12 Great Hits
- 1965: Deep Purple
- 1965: Christmas with Jimmie Rodgers
- 1966: That Nashville Sound
- 1966: Country Music 1966
- 1966: It's Over
- 1967: Love Me, Please Love Me
- 1967: Golden Hits

A&M Records
- 1967: Child of Clay
- 1969: The Windmills of Your Mind
- 1970: Troubled Times

Scrimshaw Records
- 1978: Yesterday/Today

## Filmografie

### Films
Rodgers gebruikte zijn zangreputatie in een korte filmcarrière met muziekuitvoeringen in:
- 1961: The Little Shepherd of Kingdom Come
- 1964: Back Door to Hell

Jimmie zong het lied Half Sung Song in de comedyfilm The Billion Dollar Hobo (1977) met Tim Conway.

### Televisie
Tv-optredens inclusief optredens in American Bandstand, Kraft Music Hall en Hootenanny, evenals de volgende:
- Hee Haw, als zichzelf (2 afleveringen, 25 november 1979 en 3 november 1980)
- The George Burns Show, als zichzelf; (1 aflevering, 3 maart 1959)
- The Mike Douglas Show, als zichzelf (2 afleveringen, 15 mei en 21 mei 1970)
- The Merv Griffin Show, als zichzelf (1 aflevering, 5 mei 1970)
- The Andy Williams Show, als zichzelf (1 aflevering, 24 januari 1970)
- House Party, aka Art Linkletter's House Party, als zichzelf (1 aflevering, 24 augustus 1964)
- The Ford Show, Starring Tennessee Ernie Ford, als zichzelf (diverse optredens, 1959-1960)
- Sunday Showcase, alias NBC Sunday Showcase - The Jimmy Durante Show (1959), als zichzelf (1 aflevering, 1959)
- The Steve Allen Show, alias The Steve Allen Plymouth Show (US: nieuwe titel), als zichzelf, zanger (2 afleveringen, 1958-1959)
- Toast of the Town, alias The Ed Sullivan Show (US: nieuwe titel), als zichzelf (4 afleveringen, 1957-1958)
- The 30th Annual Academy Awards (1958), als zichzelf, vertolker
- Shower of Stars, als zichzelf (1 aflevering, Comedy Time, 1957)
- The Jimmie Rodgers Show tv-serie, alias Carol Burnett Presents The Jimmie Rodgers Show

In het midden van de jaren 60 nam hij twee van zijn populairste songs opnieuw op (met gewijzigde melodieën en woorden verwijzend naar de producten) voor gebruik in tv-reclames:
- Honeycomb werd bewerkt voor een Post Cereals-product met de naam Honeycomb;
- Oh-Oh, I'm Falling in Love Again werd voor een van Franco-American's pasta-producten bewerkt tot Uh-Oh, Spaghettio's!.

- Bibliothèque nationale de France: cb169936928 (data)
- International Standard Name Identifier: 0000 0000 6389 9587
- Library of Congress Control Number: n93086662
- MusicBrainz: d5bc8537-5bc5-4e37-915a-008c88436092
- Nationale bibliotheek van Australië: 35617530
- Istituto Centrale per il Catalogo Unico: CFIV359138
- SNAC: w6tq7h0c
- Virtual International Authority File: 182149106228568491871